# Opération séduction aux Caraïbes
Pour les articles homonymes, voir Opération séduction (homonymie).
 (août 2018).
Si vous disposez d'ouvrages ou d'articles de référence ou si vous connaissez des sites web de qualité traitant du thème abordé ici, merci de compléter l'article en donnant les références utiles à sa vérifiabilité et en les liant à la section « Notes et références ».
Opération séduction aux Caraïbes est une émission de téléréalité française diffusée sur M6 du 11 juillet 2002 au 28 août 2002 pour la 1re saison, du 2 juillet 2003 au 25 août 2003 pour la deuxième saison et du 8 juillet 2004 au 26 août 2004 pour la troisième saison.
L'émission a été rebaptisée Opération séduction : Les parents s'en mêlent ! lors de la dernière saison avec une nouvelle formule, présentée par l'animatrice Julienne Bertaux.
Depuis le 9 septembre 2023, l'émission est disponible sur la chaine Youtube Icon TV Réalité (Endemol France).  

## Principe
Opération séduction aux Caraïbes est l'adaptation du concept américain Harem.
Dans la première saison, sur un bateau naviguant dans les Caraïbes, 4 jeunes filles ont pour mission d'élire « l'homme idéal ou le plus grand séducteur » parmi une quinzaine de prétendants âgés de 18 à 36 ans de professions diverses. Chaque semaine un ou plusieurs garçons sont éliminés.
Dans la deuxième saison, les sexes sont inversés et toujours sur un bateau naviguant dans les Caraïbes, ce sont 4 jeunes garçons qui ont pour mission d'élire « la séductrice de l'été » parmi une douzaine de prétendantes.
Chaque semaine une ou plusieurs filles sont éliminées.
Dans la troisième saison, renommée Opération séduction : Les parents s'en mêlent !, les candidats, 7 filles et 7 garçons, sont âgés de 18 à 21 ans. Les 14 candidats pensent qu'un panel de téléspectateurs les suivent et votent sur Internet mais ce sont en réalité leurs propres parents, eux aussi à Tahiti, qui les nomment en fonction des images auxquelles ils ont accès.
Les autres candidats non nommés votent alors pour le candidat qu'ils souhaitent voir rester.

## Identité visuelle et sonore

### Générique
Le générique de l'émission est la chanson La La Yela interprétée par Samsha.

## Déroulement des saisons

### Saison 1 (2002)
La première saison a été diffusée sur M6 du 11 juillet 2002 au 28 août 2002. Elle comprend 10 épisodes de 60 minutes chacun diffusé en première partie de soirée tous les jeudis soirs. Elle est remportée par Thomas Mège.

#### Audiences
| Épisode | Diffusion             | Nb. de téléspectateurs | Parts de marché   | Classement des audiences de la soirée | Référence |
| ------- | --------------------- | ---------------------- | ----------------- | ------------------------------------- | --------- |
| 1       | Jeudi 11 juillet 2002 | 3 922 000              | 18,8 %            | 2er                                   | [ 1 ]     |
| 2       | Jeudi 11 juillet 2002 | Audience inconnue      | Audience inconnue | Audience inconnue                     | [ 1 ]     |
| 3       | Jeudi 18 juillet 2002 | 3 710 000              | 20,2 %            | 2e                                    | [ 1 ]     |
| 4       | Jeudi 25 juillet 2002 | 3 392 000              | 17,4 %            | 2e                                    | [ 1 ]     |
| 5       | Jeudi 1er août 2002   | 3 710 000              | 18,5 %            | 2e                                    | [ 1 ]     |
| 6       | Jeudi 8 août 2002     | 3 551 000              | 19,5 %            | 3e                                    | [ 1 ]     |
| 7       | Jeudi 15 août 2002    | 2 756 000              | 17,5 %            | 3e                                    | [ 1 ]     |
| 8       | Jeudi 22 août 2002    | 3 233 000              | 17,2 %            | 3e                                    | [ 1 ]     |
| 9       | Mercredi 28 août 2002 | 3 657 000              | 17,5 %            | 3e                                    | [ 1 ]     |
| 10      | Mercredi 28 août 2002 | Audience inconnue      | Audience inconnue | Audience inconnue                     | [ 1 ]     |

Sur fond vert : plus hauts chiffres d'audiences
Sur fond rouge : plus bas chiffres d'audiences

### Saison 2 (2003)
La deuxième saison est diffusée du 2 juillet 2003 au 21 août 2003. Elle comprend 10 épisodes de 60 minutes chacun diffusé en première partie de soirée tous les jeudis soirs.
La finale a lieu en direct le lundi 25 août 2003 présentée par Virginie Efira.
Cette saison est remportée par Carole Quintaine.

#### Audiences
| Épisode | Diffusion               | Nb. de téléspectateurs | Parts de marché   | Classement des audiences de la soirée | Référence |
| ------- | ----------------------- | ---------------------- | ----------------- | ------------------------------------- | --------- |
| 1       | Mercredi 2 juillet 2003 | 3 145 880              | 14 %              | 4e                                    | [ 1 ]     |
| 2       | Mercredi 2 juillet 2003 | Audience inconnue      | Audience inconnue | Audience inconnue                     | [ 1 ]     |
| 3       | Mercredi 9 juillet 2003 | 2 612 680              | 13,4 %            | 4e                                    | [ 1 ]     |
| 4       | Mercredi 9 juillet 2003 | Audience inconnue      | Audience inconnue | Audience inconnue                     | [ 1 ]     |
| 5       | Jeudi 17 juillet 2003   | 2 932 600              | 15,1 %            | 3e                                    | [ 1 ]     |
| 6       | Jeudi 24 juillet 2003   | 3 359 160              | 17,8 %            | 3e                                    | [ 1 ]     |
| 7       | Jeudi 31 juillet 2003   | 3 092 560              | 16,2 %            | 3e                                    | [ 1 ]     |
| 8       | Jeudi 7 août 2003       | 2 026 160              | 12,4 %            | 4e                                    | [ 1 ]     |
| 9       | Jeudi 14 août 2003      | 2 186 120              | 14 %              | 4e                                    | [ 1 ]     |
| 10      | Jeudi 21 août 2003      | 2 666 000              | 14,7 %            | 4e                                    | [ 1 ]     |
| 11      | Jeudi 21 août 2003      | Audience inconnue      | Audience inconnue | Audience inconnue                     | [ 1 ]     |

Sur fond vert : plus hauts chiffres d'audiences
Sur fond rouge : plus bas chiffres d'audiences

### Saison 3 (2004)
La troisième saison est diffusée du 8 juillet 2004 au 26 août 2004. Rebaptisée Opération séduction : Les parents s'en mêlent !, elle comprend 10 épisodes de 60 minutes chacun diffusé en première partie de soirée tous les jeudis soirs. Elle est remportée par Nils.
Lors du deuxième épisode, une comédienne, Camille (Lætitia Milot), arrive sur l'île pour semer le trouble et quitte l'île lors du cinquième épisode. La fausse mère de Camille (qui s'appelle en réalité Catoue) rejoint également le groupe de parents.

#### Audiences
| Épisode | Diffusion             | Nb. de téléspectateurs | Parts de marché | Classement des audiences de la soirée | Référence |
| ------- | --------------------- | ---------------------- | --------------- | ------------------------------------- | --------- |
| 1       | Jeudi 8 juillet 2004  | 3 181 280              | 14,8 %          | 4e                                    | [ 1 ]     |
| 2       | Jeudi 8 juillet 2004  | 3 181 280              | 14,8 %          | 4e                                    | [ 1 ]     |
| 3       | Jeudi 15 juillet 2004 | 2 857 760              | 15,6 %          | 4e                                    | [ 1 ]     |
| 4       | Jeudi 15 juillet 2004 | 2 857 760              | 15,6 %          | 4e                                    | [ 1 ]     |
| 5       | Jeudi 22 juillet 2004 | 2 965 600              | 15,2 %          | 4e                                    | [ 1 ]     |
| 6       | Jeudi 29 juillet 2004 | 2 372 480              | 13,4 %          | 4e                                    | [ 1 ]     |
| 7       | Jeudi 5 août 2004     | 1 833 280              | 9,8 %           | 4e                                    | [ 1 ]     |
| 8       | Jeudi 12 août 2004    | 2 048 960              | 10,9 %          | 4e                                    | [ 1 ]     |
| 9       | Jeudi 19 août 2004    | 1 671 520              | 8,5 %           | 4e                                    | [ 1 ]     |
| 10      | Jeudi 26 août 2004    | 2 264 640              | 10,5 %          | 4e                                    | [ 1 ]     |

Sur fond vert : plus hauts chiffres d'audiences
Sur fond rouge : plus bas chiffres d'audiences

### Trompe-moi si tu peux!(2010)
En 2010, M6 lance une nouvelle version du programme intitulée Trompe-moi si tu peux. L'émission réunit dix couples qui vont se séduire les uns les autres, le but étant de ne pas découvrir les couples réellement ensemble.
L'émission est tournée en République dominicaine durant le printemps 2010 et était prévue pour être diffusée chaque jeudi en deuxième partie de soirée pendant 6 semaines à partir du 8 juillet 2010. Cependant, le suicide d'un des candidats empêche la diffusion du programme, qui reste inédit à ce jour.